# Macieira (Santa Catarina)
Macieira is een gemeente in de Braziliaanse deelstaat Santa Catarina. De gemeente telt 1.787 inwoners (schatting 2009).

## Aangrenzende gemeenten
De gemeente grenst aan Água Doce, Arroio Trinta, Caçador en Salto Veloso en Videira.